# Andreaea gibbosa
Andreaea gibbosa là một loài rêu trong họ Andreaeaceae. Loài này được R. Br. bis mô tả khoa học đầu tiên năm 1893.